# Josephspitalstraße
Die Josephspitalstraße in München liegt in der Altstadt und verläuft von der Brunnstraße bis zur  Sonnenstraße.

## Geschichte
Die Josephspitalstraße erhielt ihren Namen durch das Spital, welches ihre nördliche Begrenzung bildet. Es ging aus einer seit 1614 bestehenden Privatstiftung von Melchior Pruggsperger hervor. 1626 nahm Kurfürst Max I. eine Neugründung vor und verlegte es an seinen heutigen Platz. Sein Enkel Max Il. Emanuel erbaute 1682 das Spital von Grund auf neu.

## Lage
Die Josephspitalstraße verläuft von der Brunnstraße, wo die Damenstiftstraße und die Kreuzstraße queren, bis zur Sonnenstraße und kreuzt dabei den westlichen und östlichen Anteil der Herzog-Wilhelm-Straße. 

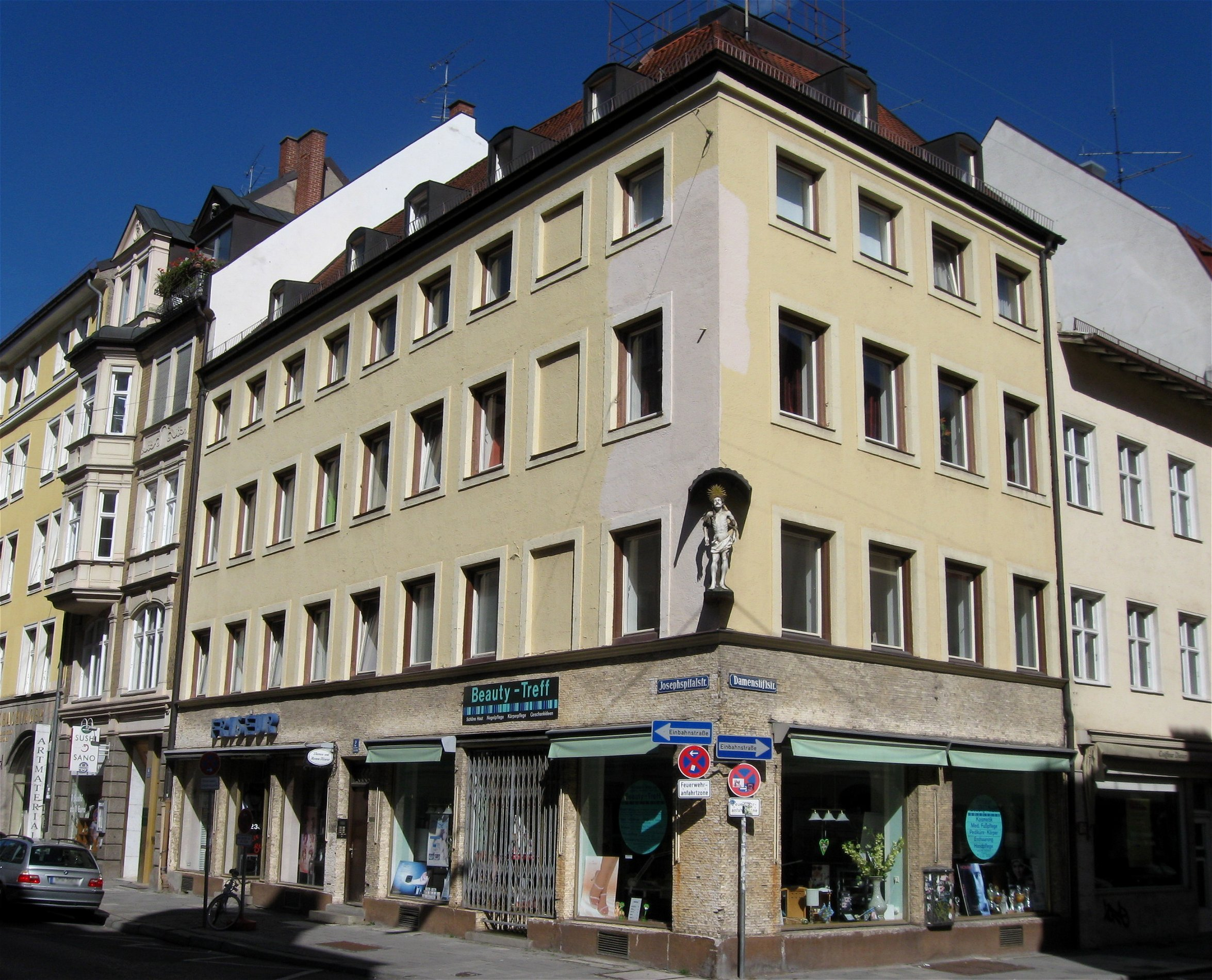
Ecke Josephspitalstraße – Damenstiftstraße
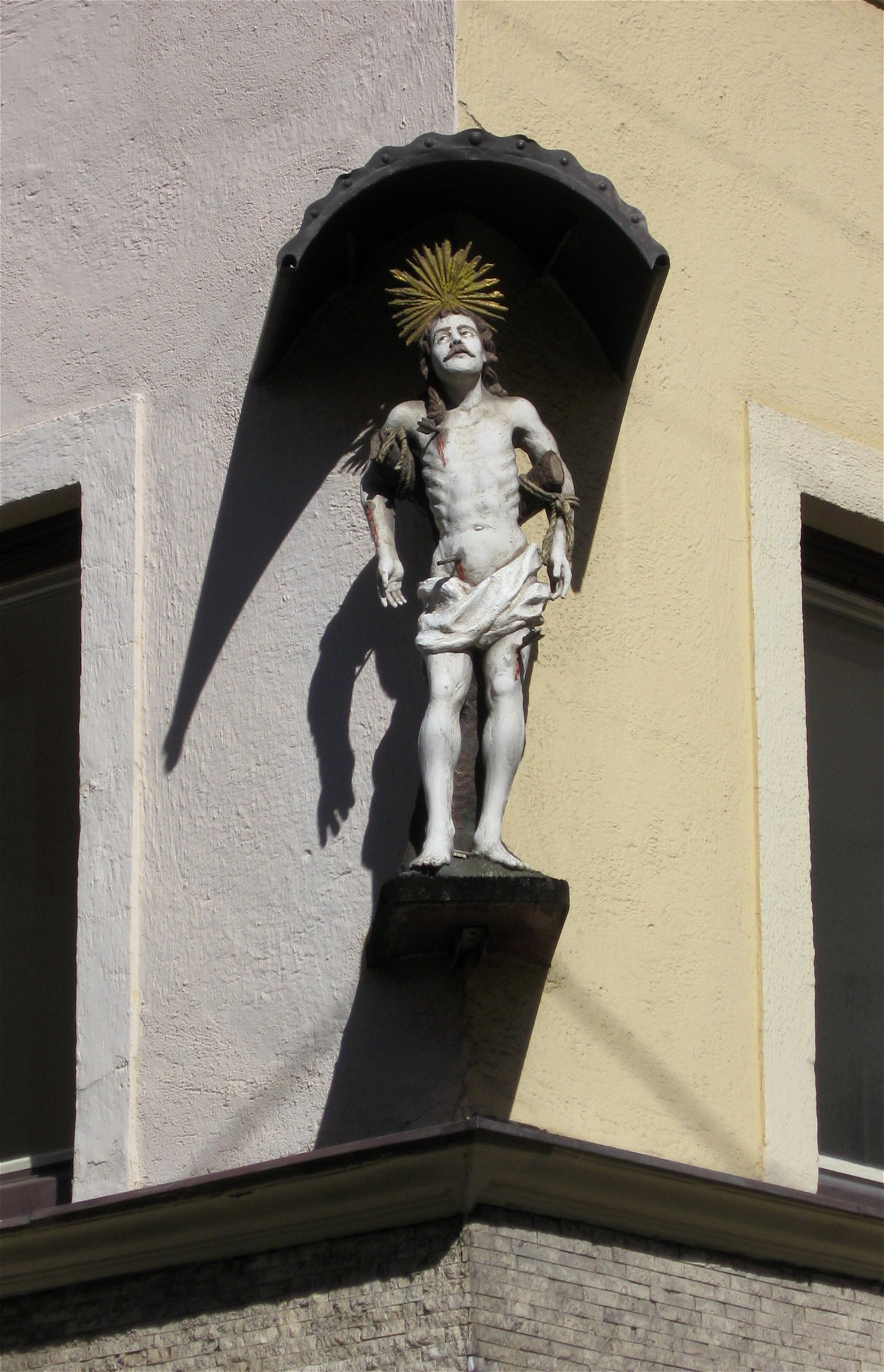
Josephspitalstr. 2, Figur des Heiligen Sebastian